# Euronext Brussels
Euronext Brussels (franska: Bourse de Bruxelles, nederländska: Beurs van Brussel) grundades i Bryssel av Napoleon I före 1801. I september 2000 gick börsen ihop med Paris Bourse, Lisbon Stock Exchange och Amsterdambörsen, för att forma Euronext N.V., Europas största börs. Samtidigt bytte börsen namn från The Brussels Stock Exchange (BSE) till Euronext Brussels.